# Konung Carl XVI Gustafs professur i miljövetenskap
Konung Carl XVI Gustafs professur i miljövetenskap är en gästprofessur i miljövetenskap som skapades inför Carl XVI Gustafs 50-årsdag 1996. Svenska universitet och högskolor kan årligen ansöka om att bli tilldelade professuren, som är avsedd för att bjuda in en framstående utländsk forskare som kan bidra till förnyelse av svensk miljövetenskap under en vistelse i Sverige under ett läsår. Ämnesområdet miljövetenskap ges en vid tolkning vid beviljande av professuren, och kan omfatta teknikvetenskap, naturvetenskap, samhällsvetenskap och humaniora.

## Professurens tillkomst
Kungliga Vetenskapsakademien, Kungliga Skogs- och Lantbruksakademien, Ingenjörsvetenskapsakademien och Sveriges industriförbund bildade 1996 Stiftelsen Konung Carl XVI Gustafs 50-årsfond, som ett led i uppvaktningen inför kungens 50-årsdag. På grund av Carl XVI Gustafs stora miljöintresse gavs fonden en inriktning av att "främja forskning, teknisk utveckling och företagande som bidrar till uthålligt nyttjande av naturresurserna och bevarande av biologisk mångfald".
Till fonden knöts denna gästprofessur, som Stiftelsen för miljöstrategisk forskning (MISTRA) och Stiftelsen för internationalisering av högre utbildning och forskning (STINT) inledningsvis finansierade i fem år, och därefter ytterligare fem år, till läsåret 2006/2007. Stiftelsen Konung Carl XVI Gustafs 50-årsfond beslöt därefter att fortsätta finansiera professuren med egna medel.

## Innehavare
- 1997/98: Paul Alan Cox, Brigham Young University, USA, gästprofessur vid Centrum för biologisk mångfald, Uppsala universitet
- 1998/99:  Garry Brewer,  University of Michigan, USA, gästprofessur vid Centrum för miljövetenskap, Kungliga Tekniska högskolan
- 1999/2000: Robert Charlson, University of Washington, USA. Gästprofessur vid Institutionen för meteorologi, Stockholms universitet.
- 2000/01: Andrew Warren, Cambridge University, UK. Gästprofessur vid Institutionen för naturgeografi, Lunds universitet.
- 2001/02: Roland Scholz, ETH Zürich, Schweiz. Gästprofessur vid Göteborgs miljövetenskapliga centrum,  Chalmers tekniska högskola och Göteborgs universitet.
- 2002/03: Colin Fudge, University of the West of England, Bristol, UK. Gästprofessur vid Chalmers tekniska högskola och Kungliga Tekniska högskolan.
- 2003/04: Susan Baker, Cardiff University, UK. Gästprofessur vid Umeå universitet.
- 2004/05: Robert Ayres, miljöekonom vid INSEAD, gästprofessur vid Chalmers tekniska högskola[2]
- 2005/06: Lesley M Head, arkeolog vid University of Wollongong, gästprofessur vid Högskolan i Kristianstad[3]
- 2006/07: Keith J Beven, hydrolog vid Lancaster University, gästprofessur vid Uppsala universitet och Sveriges lantbruksuniversitet[4]
- 2007/08: Jason F Shogren, miljöekonom vid University of Wyoming, gästprofessur vid Umeå universitet[5]
- 2008/09: Susan E Owens, forskare i miljöpolitik vid Universitetet i Cambridge, gästprofessur vid Kungliga Tekniska högskolan och Stockholms universitet[6]
- 2009/10: Markku Kulmala, fysiker vid Helsingfors universitet, gästprofessur vid Stockholms universitet och Lunds universitet[7]
- 2010/11: Vadim V Guliants, University of Cincinnati, USA. Beslut fattat men han tillträdde aldrig.
- 2011/12: Shinya Sugita,  Tallinn University, Estland. gästprofessur vid Linnéuniversitetet
- 2012/13: Nancy Langston, University of Wisconsin-Madison, USA. Gästprofessur vid Umeå universitet.
- 2013/14: Harriet Bulkeley, Durham University, UK. Gästprofessur vid Lunds universitet.
- 2014/15: Raymond T Pierrehumbert,  Chicago University, USA.  Gästprofessur vid Stockholms universitet.
- 2014/15: Walker O Smith Jr, Virginia Institute of Marine Sciences, USA. Gästprofessur vid Göteborgs universitet
- 2015/16: Chris Evans, professor vid UK Centre for Ecology and Hydrology at University of Bangor, Storbritannien, gästprofessur vid Sveriges lantbruksuniversitet i Uppsala.
- 2016/17: Stephen R. Redpath, professor vid University of Aberdeen, Storbritannien, SLU:s forskningsstation i Grimsö.
- 2017/18: John Anderson, professor i naturgeografi och paleolimnologi vid Loughborough University i England, gästprofessor vid CIRC, Umeå universitet.
- 2018/19: Derek Muir adjungerad professor vid universiteten i Toronto, Guelph och Jinan, gästprofessor vid Stockholms universitet.[8]
- 2019/20: Paul Anastas, professor vid  Yale University, gästprofessor vid Stockholms universitet.[9]
- 2020/21: Scott Edwards, professor vid Harvard University, USA, gästprofessor vid Göteborgs universitet[10]
- 2021/22: André M de Roos, professor vid universitetet i Amsterdam, gästprofessor vid Umeå universitet.[11]
- 2022/23: Keith Paustian, ”University Distinguished Professor” vid Colorado State University, gästprofessor vid Sveriges lantbruksuniversitet.[12]